# Grupo lineal proyectivo

Relación entre el grupo lineal especial proyectivo PSL y el grupo lineal general proyectivo PGL; cada fila y columna es una sucesión exacta. El conjunto $(F^*)^n$ aquí está destinado a ser el conjunto de las $n$-ésimas potencias

En matemáticas, especialmente en el área de la teoría de grupos de álgebra, el grupo lineal proyectivo (también conocido como el grupo lineal general proyectivo o PGL) es la acción inducida del grupo lineal general de un espacio vectorial V en el espacio proyectivo P asociado a (V). Explícitamente, el grupo lineal proyectivo es el grupo cociente
PGL (V) = GL (V) / Z (V)
donde GL (V) es el grupo lineal general de V y Z (V) es el subgrupo de todas las matrices diagonales distintas de cero de V, que están coorientados porque actúan trivialmente sobre el espacio proyectivo y forman el núcleo de la acción, y la notación Z refleja que las transformaciones escalares forman el centro del grupo lineal general.
El grupo lineal especial proyectivo, PSL, se define de forma análoga, como la acción inducida del grupo lineal especial sobre el espacio proyectivo asociado. Explícitamente:
PSL (V) = SL (V) / SZ (V)
donde SL (V) es el grupo lineal especial sobre V y SZ (V) es el subgrupo de transformaciones escalares con determinante unidad. Aquí SZ es el centro de SL, y se identifica naturalmente con el grupo de las n-ésimas raíces de la unidad en F (donde n es la dimensión de V y F es la base del cuerpo).
PGL y PSL son algunos de los grupos fundamentales de estudio, parte de los llamados grupos clásicos, y un elemento de PGL se denomina transformación lineal proyectiva, transformación proyectiva u homografía. Si V es el n-espacio vectorial dimensional sobre un cuerpo F, es decir, V = Fn, también se utilizan las notaciones alternativas PGL(n, F) y PSL(n, F).
Se debe tener en cuenta que PGL(n, F) y PSL(n, F) son isomórficos si y solo si cada elemento de F tiene una raíz nésima en F. Como ejemplo, téngase en cuenta que PGL(2, C) = PSL(2, C), pero que PGL(2, R) > PSL(2, R); esto corresponde a que la recta proyectiva real es orientable, y el grupo lineal especial proyectivo solo son las transformaciones que conservan la orientación.
PGL y PSL también se pueden definir sobre un anillo, siendo un ejemplo importante el grupo modular, PSL(2, Z).

## Nombre
El nombre proviene de geometría proyectiva, donde el grupo proyectivo que actúa sobre coordenadas homogéneas (x0: x1: ...: xn) es el grupo subyacente de la geometría. Dicho de otra manera, la acción natural de GL (V) en V se reduce a una acción del PGL (V) en el espacio proyectivo P (V).
Por lo tanto, los grupos lineales proyectivos generalizan el caso PGL (2, C) de transformaciones de Möbius (a veces llamado directamente transformación de Möbius), que actúa sobre la recta proyectiva.
Téngase en cuenta que a diferencia del grupo lineal general, que generalmente se define axiomáticamente como "funciones invertibles que preservan la estructura lineal (del espacio vectorial)", el grupo lineal proyectivo se define "constructivamente", como un cociente del grupo lineal general del espacio vectorial asociado, en lugar de axiomáticamente como "funciones invertibles que preservan la estructura lineal proyectiva". Esto se refleja en la notación: PGL (n, F) es el grupo asociado a GL (n, F), y es el grupo lineal proyectivo del espacio proyectivo (n- 1)-dimensional, y no del espacio proyectivo n-dimensional.

### Colineaciones
Un grupo relacionado es la colineación, que se define axiomáticamente. Una colineación es una aplicación invertible (o más generalmente, uno a uno) que conserva la colinealidad entre puntos colineales. Se puede definir axiomáticamente un espacio proyectivo en términos de una estructura de incidencia (un conjunto de puntos P, líneas rectas L y una matriz de incidencia I que especifica qué puntos se encuentran en qué líneas rectas) que satisfacen ciertos axiomas: un automorfismo de un espacio proyectivo así definido siendo entonces un automorfismo f del conjunto de puntos y un automorfismo g del conjunto de líneas rectas, conservando la relación de incidencia, que es exactamente una colineación de un espacio sobre sí mismo. Las transformaciones lineales proyectivas son colineaciones (los planos en un espacio vectorial corresponden a líneas en el espacio proyectivo asociado y las transformaciones lineales asignan planos a planos, por lo que las transformaciones lineales proyectivas asignan líneas rectas a líneas rectas), pero en general no todas las colineaciones son transformaciones lineales proyectivas (el PGL es en general un subgrupo propio del grupo de colineación).
Específicamente, para n = 2 (una línea recta proyectiva), todos los puntos son colineales, por lo que el grupo de colineación es exactamente el grupo simétrico de los puntos de la recta proyectiva, y excepto para F2 y F3 (donde PGL es el grupo simétrico completo), PGL es un subgrupo propio del grupo simétrico completo en estos puntos.
Para n ≥ 3, el grupo de colineación es un grupo proyectivo semilineal, PΓL - esto es PGL, sometido a torsión por automorfismos; formalmente, PΓL ≅ PGL ⋊ Gal(K/k), donde k es la característica de K; que se define como una homografía. Así, para K un cuerpo primo (Fp o Q), se tiene que PGL = PΓL, pero cuando K es un cuerpo con automorfismos de Galois no triviales (como {\displaystyle \mathbf {F} _{p^{n}}} para n ≥ 2 o C), el grupo lineal proyectivo es un subgrupo propio del grupo de colineación, que puede considerarse como las "transformaciones que conservan una estructura proyectiva semilineal". En consecuencia, el grupo de cocientes PΓL / PGL = Gal(K/k) corresponde a "elecciones de estructura lineal", siendo la identidad (punto base) la estructura lineal existente.
También se pueden definir grupos de colineación para espacios proyectivos axiomáticamente definidos, donde no existe una noción natural de una transformación proyectiva "lineal". Sin embargo, con la excepción del plano no desarguesiano, todos los espacios proyectivos son la proyectivización de un espacio lineal sobre un anillo de división aunque, como se señaló anteriormente, hay múltiples opciones de estructura lineal, como un torsor sobre Gal(K/k) (para n ≥ 3).

## Elementos
Los elementos del grupo lineal proyectivo pueden entenderse como "inclinar el plano" respecto a uno de los ejes, y luego proyectarlo sobre el plano original, y también tienen dimensión n.

La rotación sobre los ejes z gira el plano proyectivo, mientras que la proyectivización de la rotación sobre líneas paralelas a los ejes x o y produce rotaciones proyectivas del plano

Una forma geométrica más familiar para entender las transformaciones proyectivas es a través de rotaciones proyectivas (los elementos de PSO (n + 1)), que corresponde a la proyección estereográfica de rotaciones de la hiperesfera unidad, que tiene dimensión {\displaystyle \textstyle {1+2+\cdots +n={\binom {n+1}{2}}}}. Visualmente, corresponde a situarse en el origen (o colocar una cámara en el origen), girar el ángulo de visión y luego proyectar sobre un plano. Las rotaciones en ejes perpendiculares al hiperplano conservan el hiperplano y producen una rotación del hiperplano (un elemento de SO (n), que tiene dimensión {\displaystyle \textstyle {1+2+\cdots +(n-1)={\binom {n}{2}}}}), mientras que las rotaciones en ejes paralelos al hiperplano son transformaciones proyectivas propias, y representan las n dimensiones restantes.

## Propiedades
- PGL envía puntos colineales a puntos colineales (conserva las líneas rectas proyectivas), pero no comprende el grupo colineal completo, que en cambio es PΓL (para n> 2) o el grupo simétrico completo para n = 2 (la recta proyectiva).
- Todo automorfismo algebraico (birregular) de un espacio proyectivo es lineal proyectivo. Los automorfismos birracionales forman un grupo más grande, el grupo de Cremona.
- PGL actúa fielmente sobre el espacio proyectivo: los elementos no identitarios actúan de forma no trivial.
Concretamente, el núcleo de la acción de GL sobre el espacio proyectivo son exactamente las transformaciones escalares, que están coorientadas en PGL.
- PGL actúa 2-transitivamente en el espacio proyectivo.
Esto se debe a que 2 puntos distintos en el espacio proyectivo corresponden a 2 vectores que no se encuentran en un solo espacio lineal, y por lo tanto son linealmente independientes, y GL actúa transitivamente en k-conjuntos de elementos de vectores linealmente independientes.
- PGL (2, K) actúa consistentemente de forma 3-transitiva en la recta proyectiva.
3 puntos arbitrarios se transforman convencionalmente a [0, 1], [1, 1], [1, 0]; en notación alternativa, 0, 1, ∞. En notación de transformación lineal fraccionaria, la función {\displaystyle {\frac {x-a}{x-c}}\cdot {\frac {b-c}{b-a}}} mapea a ↦ 0, b ↦ 1, c ↦ ∞, y es la única aplicación de este tipo que lo hace. Esta es la razón anarmónica (x, b; a, c); consúltese relación cruzada: enfoque transformacional para obtener más detalles.
- Para n ≥ 3, PGL (n, K) no actúa 3-transitivamente, porque debe enviar 3 puntos colineales a otros 3 puntos colineales, no un conjunto arbitrario. Para n = 2, el espacio es la línea proyectiva, por lo que todos los puntos son colineales y esto no es una restricción.
- PGL (2, K) no actúa 4-transitivamente en la recta proyectiva (excepto para PGL (2, 3), ya que P 1 (3) tiene 3 + 1 = 4 puntos , por lo que la 3-transitividad implica 4-transitividad); el invariante que se conserva es la razón anarmónica, y esto determina dónde se envía el resto de puntos: especificar dónde se transforman 3 puntos determina la transformación. Así, en particular, no es el grupo de colineación completo de la recta proyectiva (excepto para F2 y F3).
- PSL (2, q) y PGL (2, q) (para q> 2 y q impar para PSL) son dos de las cuatro familias del grupo de Zassenhaus.
- PGL (n, K) es un grupo algebraico de dimensión n2 − 1 y un subgrupo abierto del espacio proyectivo Pn2−1. Como se define, el funtor PSL (n, K) no define un grupo algebraico, ni siquiera un haz fppf, y su haz en la topología fppf es de hecho PGL (n, K).
- PSL y PGL son centro de un grupo: esto se debe a que las matrices diagonales no solo son el centro, sino también el hipercentro (el cociente de un grupo por su centro no necesariamente carece de centro).[nota 3]

### Transformaciones lineales fraccionarias
En cuanto a las transformaciones de Möbius, el grupo PGL (2, K) se puede interpretar como transformaciones lineales fraccionarias con coeficientes en K. Los puntos en la recta proyectiva sobre K corresponden a pares de K2, siendo dos pares equivalentes cuando son proporcionales. Cuando la segunda coordenada es distinta de cero, un punto se puede representar mediante [z, 1]. Entonces, cuando ad - bc ≠ 0, la acción de PGL (2, K) es por transformación lineal:
{\displaystyle [z,\ 1]{\begin{pmatrix}a&c\\b&d\end{pmatrix}}\ =\ [az+b,\ cz+d]\ =\ \left[{\frac {az+b}{cz+d}},\ 1\right].}
De esta manera, las transformaciones sucesivas pueden escribirse como multiplicaciones propias por tales matrices, y la multiplicación de matrices puede usarse para el producto de grupo en PGL (2, K).

## Cuerpos finitos
Los grupos lineales especiales proyectivos PSL (n, Fq) para un cuerpo finito Fq a menudo se escriben como PSL (n, q ) o Ln (q). Son grupos simples finitos siempre que n sea al menos 2, con dos excepciones: L2(2), que es isomorfo a S3, el grupo simétrico en 3 letras y es resoluble; y L2(3), que es isomorfo a A4, el grupo alternante en 4 letras, y también tiene solución. Estos isomorfismos excepcionales pueden entenderse como derivados del acción en la recta proyectiva.
Los grupos lineales especiales SL (n, q) son así cuasisimples: extensiones centrales perfectas de un grupo simple (a menos que n = 2 y q = 2 o 3).

### Historia
Los grupos PSL (2, p) fueron construidos por Évariste Galois en la década de 1830 y eran la segunda familia de grupos simples finitos, después de los grupos alternantes. Galois los construyó como transformadas lineales fraccionarias y observó que eran simples excepto si p era 2 o 3; afirmación contenida en su última carta a Chevalier. En la misma carta y los manuscritos adjuntos, Galois también construyó el grupo lineal general sobre un cuerpo principal, GL(ν, p), al estudiar el grupo de Galois de la ecuación general de grado pν.
Los grupos PSL (n, q) (general n, campo finito general) fueron luego construidos en el texto clásico de 1870 por Camille Jordan, Traité des substitutions et des équations algébriques.

### Orden
El orden de PGL (n, q) es
( qn - 1) (qn - q) (qn - q2) ⋅⋅⋅ (qn - qn−1) / (q- 1) =qn2–1 - O (qn2–3),
que corresponde al orden de GL(n, q), dividido por q − 1 para la proyectivización; véase q-análogo para una discusión de tales fórmulas. Téngase en cuenta que el grado es n2 − 1, que concuerda con la dimensión como grupo algebraico. La "O" procede de la notación O grande, que significa "términos que implican un orden inferior". Esto también es igual al orden de SL(n, q); donde dividir por q − 1 se debe al determinante.
El orden de PSL(n, q) es el anterior, dividido por | SZ(n, q) |, el número de matrices escalares con determinante 1 - o equivalentemente dividiendo por | F×/(F×)n |, el número de clases de elementos que no tienen raíz n, o equivalentemente, dividido por el número de n raíces de la unidad en Fq.

### Isomorfismos excepcionales
Además de los isomorfismos
L2 (2) ≅ S3, L2 (3) ≅ A4 y PGL (2, 3) ≅ S4,
hay otros isomorfismos excepcionales entre grupos lineales especiales proyectivos y grupos alternos (estos grupos son todos simples, ya que el grupo alterno de 5 o más letras es simple):
{\displaystyle L_{2}(4)\cong A_{5}}
{\displaystyle L_{2}(5)\cong A_{5}} (véase aquí para una demostración)
{\displaystyle L_{2}(9)\cong A_{6}}
{\displaystyle L_{4}(2)\cong A_{8}.}
El isomorfismo L2 (9) ≅ A6 permite ver el automorfismo externo exótico de A6 en términos de automorfismo y operaciones matriciales. El isomorfismo L4 (2) ≅ A8 es de interés en el estructura del grupo de Mathieu M24.
Las extensiones asociadas SL (n, q) → PSL (n, q) son grupos de recubrimiento de los grupos alternos (extensiones centrales perfectas universales) para A4, A5, por la singularidad de la extensión central perfecta universal; para L2(9) ≅ A6, la extensión asociada es una extensión central perfecta, pero no universal: existe un grupo de recubrimiento triple.
Los grupos sobre F5 tienen una serie de isomorfismos excepcionales:
PSL (2, 5) ≅ A5 ≅ I, el grupo alterno con cinco elementos, o equivalentemente el grupo icosaedral;
PGL (2, 5) ≅ S5, el grupo simétrico con cinco elementos;
SL (2, 5) ≅ 2 ⋅ A5 ≅ 2I el doble recubrimiento del grupo alterno A5, o equivalentemente el grupo icosaedral binario.
También se pueden utilizar para dar una construcción de una aplicación exótica S5 → S6, como se describe a continuación. Sin embargo, se debe tener en cuenta que GL(2, 5) no es un recubrimiento doble de S5, sino más bien uno cuádruple.
Otro isomorfismo es:
L2 (7) ≅ L3(2) es el grupo simple de orden 168, el segundo grupo simple no abeliano más pequeño, y no es un grupo alterno; véase PSL(2,7).
Los isomorfismos excepcionales anteriores que involucran a los grupos lineales especiales proyectivos son casi todos los isomorfismos excepcionales entre familias de grupos simples finitos; el único otro isomorfismo excepcional es PSU(4,2) ≃ PSp(4,3), entre un grupo unitario especial proyectivo y un grupo simpléctico proyectivo.

#### Acción sobre la recta proyectiva
Algunas de las aplicaciones anteriores se pueden ver directamente en términos de la acción de PSL y PGL sobre la recta proyectiva asociada: PGL(n, q) actúa sobre el espacio proyectivo Pn−1(q), que tiene (qn − 1)/(q- 1) puntos, lo que produce una aplicación del grupo lineal proyectivo al grupo simétrico en (qn − 1)/(q- 1) puntos. Para n = 2, esta es la recta proyectiva P1(q) que tiene (q2 − 1)/(q - 1 ) = q + 1 puntos, por lo que hay una aplicación PGL (2, q) → Sq+1.
Para comprender estas aplicaciones, es útil recordar estos hechos:
- El orden de PGL (2, q) es

{\displaystyle (q^{2}-1)(q^{2}-q)/(q-1)=q^{3}-q=(q-1)q(q+1);}
El orden de PSL (2, q) o es igual a lo anterior (si la característica es 2), o es la mitad (si la característica no es 2).
- La acción del grupo lineal proyectivo sobre la recta proyectiva es marcadamente 3-transitivo (fiel y 3-transitivo), por lo que la correspondencia es uno a uno y tiene una imagen de un subgrupo 3-transitivo.

Por lo tanto, la imagen es un subgrupo 3 transitivo de orden conocido, lo que permite su identificación. Esto produce los siguientes mapas:
- PSL (2, 2) = PGL (2, 2) → S3, de orden 6, que es un isomorfismo.
  - El mapa inverso (un representación deS3 proyectivo) puede ser representado por la razón anarmónica, y más generalmente produce una incrustación S3 → PGL (2, q) para todos los campos.
- PSL (2, 3) < PGL(2, 3) → S4, de órdenes 12 y 24, el último de los cuales es un isomorfismo, siendo PSL (2, 3) el grupo alterno.
  - El grupo anarmónico da una aplicación parcial en la dirección opuesta, transformando  S3 → PGL (2, 3) como el estabilizador del punto -1.
- PSL (2, 4) = PGL (2, 4) → S5, de orden 60, dando como resultado el grupo alterno A5.
- PSL (2, 5) < PGL (2, 5) → S6, de los órdenes 60 y 120, que arroja una incrustación de S5 (respectivamente, A5) como un subgrupo transitivo de S6 (respectivamente, A6). Este es un ejemplo de un aplicación exótica S5 → S6 y se puede utilizar para construir el automorfismo externo excepcional de S6.[6] Téngase en cuenta que el isomorfismo PGL (2, 5) ≅ S5 no es transparente a partir de esta presentación: no existe un conjunto particularmente natural de 5 elementos sobre los que actúa PGL (2, 5).

#### Acción sobre los puntosp
Mientras que PSL (n, q) actúa naturalmente en (qn − 1)/(q - 1) = 1 + q + ... + qn−1 puntos, las acciones no triviales en menos puntos son más raras. De hecho, para PSL (2, p) actúa de manera no trivial en p puntos si y solo si p = 2, 3, 5, 7 u 11; para 2 y 3 el grupo no es simple, mientras que para 5, 7 y 11, el grupo es simple; además, no actúa de manera no trivial en menos que p puntos. Esto fue observado por primera vez por Évariste Galois en su última carta a Chevalier en 1832.
El hecho se puede analizar de la siguiente manera. Téngase en cuenta que para 2 y 3 la acción no es fiel (es un cociente no trivial, y el grupo PSL no es simple), mientras que para 5, 7 y 11 la acción es fiel (ya que el grupo es simple y la acción no es trivial) y produce una incrustación en Sp. En todos menos en el último caso, PSL (2, 11), corresponde a un isomorfismo excepcional, donde el grupo más a la derecha tiene una acción obvia en los p puntos:
- {\displaystyle L_{2}(2)\cong S_{3}\twoheadrightarrow S_{2}} a través de la aplicación de signos;
- {\displaystyle L_{2}(3)\cong A_{4}\twoheadrightarrow A_{3}\cong C_{3}} a través del cociente por el grupo de Klein 4;
- {\displaystyle L_{2}(5)\cong A_{5}.} Para construir tal isomorfismo, es necesario considerar el grupo L2 (5) como un grupo de Galois de un recubrimiento de Galois a5: X (5) → X (1) = P1, donde X (N) es una curva modular de nivel N. Esta cobertura se ramifica en 12 puntos. La curva modular X (5) tiene género 0 y es isomorfa a una esfera sobre el cuerpo de los números complejos, y luego la acción de L2 (5) sobre estos 12 puntos se convierte en el grupo de simetría de un icosaedro. Luego, es necesario considerar la acción del grupo de simetría del icosaedro en el compuesto de cinco tetraedros.
- L2(7) ≅ L3(2) que actúa sobre los puntos 1 + 2 + 4 = 7 del plano de Fano (plano proyectivo sobre F2); esto también puede verse como la acción en el biplano de orden 2, que es el plano de Fano complementario.
- L2(11) es más sutil y se desarrolla a continuación. Actúa sobre el biplano de orden 3.[8]

Además, "L2 (7) y" L2 (11) tienen dos acciones no equivalentes en los p puntos; geométricamente, esto se realiza mediante la acción en un biplano, que tiene p puntos y p bloques; la acción sobre los puntos y la acción sobre los bloques son ambas acciones sobre los p puntos, pero no conjugada (tienen diferentes estabilizadores de puntos); en cambio, están relacionados por un automorfismo externo del grupo.
Más recientemente, estas tres últimas acciones excepcionales se han interpretado como un ejemplo de clasificación ADE: estas acciones corresponden a productos (como conjuntos, no como grupos) de los grupos como A4 × Z/5Z, S4 × Z/7Z y A5 × Z/11Z, donde los grupos A4, S4 y A5 son los grupos de isometría de los sólidos platónicos, y corresponden a E6, E7 y E8 bajo la correspondencia de McKay. Estos tres casos excepcionales también se realizan como geometrías de poliedros (equivalentemente, teselados de superficies de Riemann), respectivamente: el compuesto de cinco tetraedros dentro del icosaedro (esfera, género 0), el biplano de orden 2 (complementario del plano de Fano) dentro de la cuártica de Klein (de género 3)) y el biplano de orden 3 (biplano de Paley) dentro de la superficie de la buckybola (de género 70).
La acción de L2(11) puede verse algebraicamente como debida a una inclusión excepcional {\displaystyle L_{2}(5)\hookrightarrow L_{2}(11)} - hay dos clases de conjugación de subgrupos de L2(11) que son isomorfos a L2(5), cada uno con 11 elementos: la acción de L2(11) por conjugación en estos es una acción en 11 puntos y, además, las dos clases de conjugación están relacionadas por un automorfismo externo de L2(11) (lo mismo es cierto para los subgrupos de L2(7) isomorfo a S4, y esto también tiene una geometría biplano).
Geométricamente, esta acción se puede entender a través de una  geometría biplano, que se define de la siguiente manera. Una geometría biplano es un diseño simétrico (un conjunto de puntos y un número igual de "rectas", o más bien bloques) de modo que cualquier conjunto de dos puntos está contenido en dos líneas rectas, mientras que dos rectas cualesquiera se cruzan en dos puntos; esto es similar a un plano proyectivo finito, excepto que en lugar de dos puntos que determinan una línea (y dos líneas que determinan un punto), determinan dos líneas (respectivamente, puntos). En este caso (el biplano de Paley, obtenido del dígrafo de Paley de orden 11), los puntos son la línea afín (el campo finito) F11, donde la primera línea se define como los cinco residuos cuadráticos distintos de cero (puntos que son cuadrados: 1, 3, 4, 5, 9), y las otras líneas son sus traslaciones afines (agregando una constante a todos los puntos). L2(11) es entonces isomorfo al subgrupo de S11 que preservan esta geometría (envía líneas a líneas), dando un conjunto de 11 puntos sobre los cuales actúa - de hecho dos: los puntos o las líneas, que corresponde al automorfismo exterior, mientras que L2(5) es el estabilizador de una línea dada, o doblemente de un punto dado.
Más sorprendentemente, el espacio lateral L2(11)/Z/11Z, que tiene el orden 660/11 = 60 (y en el que el que actúa el grupo icosaedral) tiene naturalmente la estructura de un buckminsterfullereno, que se utiliza en la construcción de la superficie de la buckybola.

### Grupos de Mathieu
El grupo PSL (3, 4) se puede utilizar para construir el grupo de Mathieu M24, uno de los grupos esporádicos; en este contexto, se refiere a PSL (3, 4) como M21, aunque no es propiamente un grupo de Mathieu. Se comienza con el plano proyectivo sobre el cuerpo con cuatro elementos, que es un sistema de Steiner de tipo S (2, 5, 21) - lo que significa que tiene 21 puntos, cada línea ("bloque", en la terminología de Steiner) tiene 5 puntos, y 2 puntos cualesquiera determinan una línea, y sobre el que actúa PSL (3, 4). Se llama a este sistema de Steiner W21 ("W" por Ernst Witt), y luego se expande a un sistema de Steiner más grande W24, ampliando el grupo de simetría de la forma siguiente: primero al grupo lineal general proyectivo PGL (3, 4), luego a la aplicación semilineal PΓL (3, 4), y finalmente al grupo de Mathieu M24.
M24 también contiene copias de PSL (2, 11), que es máximo en M22, y PSL (2, 23), que es máximo en M24, y se puede utilizar para construir M24.

### Superficies de Hurwitz

Algunos grupos PSL surgen como grupos de automorfismos de superficies de Hurwitz, es decir, como cocientes del grupo triangular (2,3,7), que son las simetrías del teselado heptagonal bisecado de orden 3

Los grupos PSL surgen como grupos de Hurwitz (grupos de automorfismo de las superficies de Hurwitz - curvas algebraicas de grupo de simetría posiblemente máxima). La superficie de Hurwitz del género más bajo, la cuártica de Klein (género 3), tiene un grupo de automorfismo isomorfo a PSL (2, 7) (equivalentemente GL (3, 2)), mientras que la superficie de Hurwitz del segundo género más bajo, la superficie de Macbeath (género 7), tiene un grupo de automorfismo isomorfo al PSL (2, 8).
De hecho, muchos pero no todos los grupos simples surgen como grupos de Hurwitz (incluido el grupo monstruo, aunque no todos los grupos alternos o grupos esporádicos), aunque PSL se destaca por incluir los grupos más pequeños de este tipo.

### Grupo modular
Los grupos PSL (2, Z/nZ) surgen al estudiar el grupo modular, PSL (2, Z), como cocientes reduciendo todos los elementos al módulo n; los núcleos se denominan subgrupos de congruencia principal.
Un subgrupo digno de mención del grupo lineal proyectivo general PGL (2, Z) (y del grupo lineal especial proyectivo PSL (2, Z [i])) son las simetrías del conjunto {0, 1, ∞} ⊂ P1(C) lo que también sucede con la razón anarmónica. El subgrupo puede expresarse como una transformación lineal fraccionaria, o representarse (de forma no exclusiva) por matrices, como:
| {\displaystyle x}                                      | {\displaystyle 1/(1-x)}                                 | {\displaystyle (x-1)/x}                                 |
| {\displaystyle {\begin{pmatrix}1&0\\0&1\end{pmatrix}}} | {\displaystyle {\begin{pmatrix}0&1\\-1&1\end{pmatrix}}} | {\displaystyle {\begin{pmatrix}1&-1\\1&0\end{pmatrix}}} |
|                                                        |                                                         |                                                         |
| {\displaystyle 1/x}                                    | {\displaystyle 1-x}                                     | {\displaystyle x/(x-1)}                                 |
| {\displaystyle {\begin{pmatrix}0&1\\1&0\end{pmatrix}}} | {\displaystyle {\begin{pmatrix}-1&1\\0&1\end{pmatrix}}} | {\displaystyle {\begin{pmatrix}1&0\\1&-1\end{pmatrix}}} |
| {\displaystyle {\begin{pmatrix}0&i\\i&0\end{pmatrix}}} | {\displaystyle {\begin{pmatrix}-i&i\\0&i\end{pmatrix}}} | {\displaystyle {\begin{pmatrix}i&0\\i&-i\end{pmatrix}}} |
Nótese que la fila superior es la identidad y los dos 3-ciclos, que conservan la orientación, formando un subgrupo en PSL (2, Z), mientras que la fila inferior son los tres 2-ciclos, y están en PGL (2, Z) y PSL (2, Z [i]), pero no en PSL (2, Z) , por lo tanto realizado como matrices con determinante -1 y coeficientes enteros, o como matrices con determinante 1 y coeficientes enteros gaussianos.
Esto se asigna a las simetrías de {0, 1, ∞} ⊂ P1(n) bajo el módulo de reducción n. En particular, para n = 2, este subgrupo se asigna isomórficamente a PGL (2, Z/2 Z) = PSL (2, Z/2 Z) ≅ S3, y, por lo tanto, proporciona una división {\displaystyle \operatorname {PGL} (2,\mathbf {Z} /2)\hookrightarrow \operatorname {PGL} (2,\mathbf {Z} )} para el mapa de cocientes {\displaystyle \operatorname {PGL} (2,\mathbf {Z} )\twoheadrightarrow \operatorname {PGL} (2,\mathbf {Z} /2).}

Los subgrupos del estabilizador de {0, 1, ∞} estabilizan aún más los puntos {−1, 1/2, 2} y {φ_{−}, φ_{+}}

Otra propiedad de este subgrupo es que la aplicación del cociente S3 → S2 se realiza mediante la acción de grupo. Es decir, el subgrupo C3 < S3 que consta de los 3-ciclos y la identidad [() (0 1 ∞) (0 ∞ 1)] estabiliza el número áureo y la proporción áurea inversa {\displaystyle \varphi _{\pm }={\frac {1\pm {\sqrt {5}}}{2}},} mientras que los 2-ciclos los intercambian.
Los puntos fijos de los 2-ciclos individuales son, respectivamente, [-1, 1/2, 2], y este conjunto también se conserva y permuta, correspondientemente a la acción de S3 en los 2-ciclos (sus 2-subgrupos de Sylow) por conjugación y realizando el isomorfismo {\displaystyle S_{3}{\overset {\sim }{\to }}\operatorname {Inn} (S_{3})\cong S_{3}.}

## Topología
Sobre los números reales y complejos, la topología de PGL y PSL se puede determinar a partir de los fibrados que los definen:
{\displaystyle {\begin{matrix}\mathrm {Z} &\cong &K*&\to &\mathrm {GL} &\to &\mathrm {PGL} \\\mathrm {SZ} &\cong &\mu _{n}&\to &\mathrm {SL} &\to &\mathrm {PSL} \end{matrix}}}
a través del grupo de homotopía.
Tanto para los reales como para los complejos, SL es un espacio recubridor de PSL, con un número de hojas igual al número de raíces nésimas en K; así, en particular, todos sus grupos de homotopía superiores coinciden. Para los reales, SL es un recubrimiento doble de PSL para los n pares, y es una recubrimiento doble para los n impares, es decir, un isomorfismo:
{± 1} → SL (2n, R) → PSL (2n, R)
{\displaystyle \operatorname {SL} (2n+1,\mathbf {R} ){\overset {\sim }{\to }}\operatorname {PSL} (2n+1,\mathbf {R} )}
Para los complejos, SL es un n-recubrimiento de PSL.
Para PGL, en los reales, la fibra es R * ≅ {± 1}, por lo que hasta la homotopía, GL → PGL es un espacio de cobertura doble, y todos los grupos de homotopía superiores coinciden.
Para PGL sobre los complejos, la fibra es C * ≅ S1, por lo que hasta la homotopía, GL → PGL es un haz circular. Los grupos de homotopía superiores del círculo desaparecen, por lo que los grupos de homotopía de GL (n, C) y PGL (n, C) coinciden en n ≥  3. De hecho, π2 siempre desaparece para los grupos de Lie, por lo que los grupos de homotopía concuerdan para n ≥ 2. Para n = 1, se tiene que π1 (GL(n, C)) = π1 (S1) = Z y por lo tanto PGL (n, C) es simplemente conexo.

### Recubrimiento de grupos
Sobre los números reales y complejos, los grupos lineales especiales proyectivos son el grupo de Lie mínimo (centro de un grupo) de realizaciones para el álgebra de Lie lineal especial {\displaystyle {\mathfrak {sl}}(n)}: cada grupo de Lie conectado cuya álgebra de Lie es {\displaystyle {\mathfrak {sl}}(n)} es un recubrimiento de PSL (n, F). Por el contrario, su grupo de recubrimiento es el elemento máximo (simplemente conexo), y las realizaciones intermedias forman un retícula de grupos de cobertura.
Por ejemplo, SL(2, R) tiene centro {± 1} y grupo fundamental Z, y por lo tanto presenta recubrimiento universal SL(2, R) y cubre el PSL sin centros (2, R).

## Teoría de la representación

Una representación proyectiva de G se puede asimilar a una teoría de la representación de una extensión central C de G

Un homomorfismo de grupos G → PGL (V) de un grupo G a un grupo lineal proyectivo se llama una representación proyectiva del grupo G, por analogía con una teoría de representación (un homomorfismo G → GL (V)). Fueron estudiados por Issai Schur, quien demostró que las representaciones proyectivas de G pueden clasificarse en términos de representaciones lineales de extensiones centrales de G. Esto llevó a la definición de multiplicador de Schur, utilizado para abordar esta cuestión.

## Dimensiones reducidas
El grupo lineal proyectivo se estudia principalmente para n ≥ 2, aunque se puede definir para dimensiones más bajas.
Para n = 0 (o de hecho n < 0) el espacio proyectivo de K0 está vacío, ya que no hay subespacios unidimensionales de un espacio de dimensión 0. Por lo tanto, PGL (0, K) es el grupo trivial, que consiste en la aplicación vacía única del conjunto vacío sobre sí mismo. Además, la acción de los escalares en un espacio de dimensión 0 es trivial, por lo que la aplicación K* → GL (0, K) es trivial, más que lo es una inclusión en dimensiones superiores.
Para n = 1, el espacio proyectivo de K1 es un solo punto, ya que hay un solo subespacio unidimensional. Por lo tanto, PGL (1, K) es el grupo trivial, que consiste en la aplicación única de un conjunto unitario sobre sí mismo. Además, el grupo lineal general de un espacio unidimensional son exactamente los escalares, por lo que la aplicación {\displaystyle K^{*}{\overset {\sim }{\to }}\operatorname {GL} (1,K)} es un isomorfismo, correspondiente a PGL (1, K): = GL (1, K)/K* ≅ {1} siendo trivial.
Para n = 2, PGL (2, K) no es trivial, pero es inusual porque es 3-transitivo, a diferencia de las dimensiones superiores cuando son solo 2-transitivas.

## Ejemplos
- PSL(2,7)
- Grupo modular, PSL (2, Z)
- PSL(2,R)
- Transformación de Möbius, PGL (2, C) = PSL (2, C)

## Subgrupos
- Grupo ortogonal proyectivo, PO - subgrupo compacto máximo de PGL
- Grupo unitario proyectivo, PU
- Grupo ortogonal especial proyectivo, PSO - subgrupo compacto máximo de PSL
- Grupo unitario especial proyectivo, PSU

## Grupos más grandes
El grupo lineal proyectivo está contenido dentro de grupos más grandes, en particular:
- Aplicación semilineal, PΓL, que permite los automorfismos.
- Grupo de Cremona, Cr (Pn (k)) de automorfismos birracionales; cualquier automorfismo birregular es lineal, por lo que PGL coincide con el grupo de automorfismos birregulares.